# Asignación de sexo
La asignación de sexo es la clasificación del sexo de un infante al nacer. En la mayoría de los nacimientos, un pariente, un obstetra, personal de enfermería o médico inspeccionan los genitales cuando el bebé es entregado y su sexo es asignado sin esperar ambigüedad. La asignación también se puede hacer antes del nacimiento mediante discernimiento prenatal del sexo.
La asignación de sexo al nacer usualmente se alinea con el sexo anatómico y el fenotipo del infante. El número de nacimientos donde los bebés no encajan en las definiciones estrictas de masculino o de femenino ascienden aproximadamente al 0,06%, de los cuales 0,02% se debe a genitales visiblemente ambiguos. Otras razones incluyen cromosomas, gónadas u hormonas atípicas. Estas condiciones son colectivamente llamadas intersexualidad  o trastornos del desarrollo sexual y pueden complicar la asignación de sexo. Reforzar las asignaciones sexuales a través de intervenciones quirúrgicas u hormonales puede violar los derechos humanos.
La asignación conlleva la expectativa implícita de que la futura identidad de género se desarrollará en alineación con la anatomía y la crianza. En la mayoría de los casos, la asignación de sexo coincide con la identidad de género de los individuos. Si la asignación de sexo y la identidad de género no se corresponden, la persona puede ser transgénero o de género inconforme. La asignación de sexo de una persona] intersexual también puede contradecir su futura identidad de género.

## Terminología
«Sexo asignado al nacer» se refiere a la clasificación de un infante como masculino o femenino. Tradicionalmente, esta determinación ocurre con frecuencia al momento del nacimiento, cuando un pariente o el personal médico declaran, por ejemplo, «es un niño» o «es una niña».
Si bien el discernimiento del sexo de un infante suele considerarse como una «observación» o «reconocimiento» de un aspecto inherente de un bebé, ya que en la mayoría de las personas la asignación de sexo se alinea, de manera más o menos consistente, con las características biológicas del sexo, el sexo genotípico y el sexo fenotípico no siempre se corresponden.
Las variaciones en las características sexuales (es decir, la intersexualidad), incluyen cromosomas, gónadas, hormonas sexuales, o genitales que, de acuerdo con la Oficina del Alto Comisionado de las Naciones Unidas para los Derechos Humanos, «no se ajustan a las nociones binarias típicas de los cuerpos masculinos o femeninos». Esto puede complicar la asignación de un recién nacido y puede resultar en una inconsistencia entre sexo fenotípico y sexo genotípico.
De allí que cuando, por ejemplo, existe ambigüedad en los genitales, el sexo a menudo es decidido por los padres o los médicos tomando en cuenta varios factores médicos y sociales. Sin embargo, puede ocurrir que estas asignaciones se den de forma arbitraria, sobre todo si son reforzadas por cirugías o tratamiento sin consentimiento informado, y pueden impactar negativamente en la salud del individuo; además, consisten en una violación a sus derechos humanos. Para reducir el daño, en caso de duda no se recomienda asignar el sexo sin un diagnóstico multidisciplinario y tras varios exámenes externos e internos.